# 金黃色的唐人街 / 再見 經常說謊的自己
《金黃色的唐人街 / 再見 經常說謊的自己》（ゴールデン チャイナタウン / サヨナラ ウソつきの私）是日本的女子偶像組合Berryz工房的第32張单曲，在2013年6月19日由PICCOLO TOWN发售。

## 概要
- 《金黃色的唐人街 / 再見 經常說謊的自己》是繼2010年《吶喊男孩 WAO! / 朋友就是朋友!》後第四張2A單曲
- 《金黃色的唐人街》於Berryz工房巡迴演唱會「Berryz工房 Concet tour 2013春 ～Berryz公寓入居者募集中!～」首次披露；《再見 經常說謊的自己》於「Hello! Project 野音Premium LIVE」首次披露。
- 此單曲有5個版本，分別有「初回生產限定盤A - D」和「CD ONLY」。「初回生産限定盤A」收錄了「金黃色的唐人街」的PV；「初回生産限定盤B」收錄了「再見 經常說謊的自己」的PV。「初回生產限定盤C」收錄了「金黃色的唐人街」、「再見 經常說謊的自己」的PV和製作花絮（Making）
- 「金黃色的唐人街」收錄在Berryz工房於2014年2月6日發行的精選專輯「Berryz工房 特別精選輯 Vol.2」，而「再見 經常說謊的自己」收錄於2015年1月21日發行的精選專輯「完熟Berryz工房 The Final Completion Box」。
- 在7月1日於公信榜单曲週排行榜取得第6位。
- 此單曲是Berryz工房繼2008年的成吉思汗後第二張首週銷量超過3萬的單曲。

## 收錄内容

### CD（初回生產限定盤A - D 、 CD ONLY）
CD
1. 金黃色的唐人街
（作詞、作曲：淳君 編曲：鈴木俊介）
2. 再見 經常說謊的自己
（作詞、作曲：淳君  編曲：平田祥一郎）
3. 金黃色的唐人街 (Instrumental)
4. 再見 經常說謊的自己 (Instrumental)

### DVD（初回生產限定盤A）
1. 金黃色的唐人街（MV）
2. 金黃色的唐人街（Dance Shot Ver.）

### DVD（初回生產限定盤B）
1. 再見 經常說謊的自己（MV）
2. 再見 經常說謊的自己（Dance Shot Ver.）

### DVD（初回生產限定盤C）
1. 金黃色的唐人街（Close-up Ver.）
2. 再見 經常說謊的自己（Close-up Ver.）
3. Making of